# Paul Kestel
Paul Kestel (* 8. November 1931 in Amberg; † 9. Juli 2023) war ein deutscher Politiker (Bündnis 90/Die Grünen).

## Werdegang
Kestel besuchte die Volksschule in Amberg und das Humanistische Gymnasium. Nach dem Abitur studierte er an der Philosophisch-theologischen Hochschule Regensburg für das Lehramt an Höheren Schulen in den Fächern Chemie, Biologie und Geographie. Er setzte das Studium an der Ludwig-Maximilians-Universität in München fort und erreichte das 1. und 2. Staatsexamen an der Rupprecht-Oberrealschule in München. 1961 promovierte Kestel zum Thema Der Anschluss der Blattspuren an das Holz bei den Koniferen. Daraufhin war er als Lehrer tätig, zunächst an der Deutschen Schule Barcelona, danach am Gymnasium in Zwiesel.
Von 1986 bis 1990 war Kestel eines der ersten Mitglieder der Grünen im Bayerischen Landtag und 1984 bis 2002 Mitglied des Kreistags Regen.

## Ehrungen
- 2012: Verdienstkreuz am Bande der Bundesrepublik Deutschland
- 2017: Ehrenpreis des Landkreises Regen